# Nils Petersen
Nils Petersen (født 6. december 1988 i Wernigerode) er en tysk fodboldspiller, som spiller for SC Freiburg i den tyske bundesliga.

## Karriere

### Klub
Efter at have spillet i sin ungdom i hjembyen fik Petersen en ungdomskontrakt i FC Carl Zeiss Jena, og han kom snart til at spille for klubbens seniorhold. I vinterpausen 2008-2009 skiftede han til Energie Cottbus, hvor han med 35 mål i 56 førsteholdskampe tiltrak sig opmærksomhed blandt de største klubber. Derfor blev han hentet til FC Bayern München i sommeren 2011. Her fik han dog ikke så stor succes, og den følgende sommer blev han udlejet til Werder Bremen.
I 2013 blev han købt for tre millioner euro af Werder Bremen, og sidenhen skiftede han til SC Freiburg, i første omgang på lejemål i forårssæsonen 2015, hvilket i efterfølgende blev til et salg til samme klub.
Petersen bekendtgjorde i marts 2023, at han indstiller sin karriere ved sæsonens afslutning.

### Landshold
Nils Petersen har spillet enkelte kampe på de tyske U-landshold. Han var også med på det tyske OL-landshold ved OL 2016 i Rio de Janeiro. Her blev Tyskland nummer to i sin indledende pulje efter to uafgjorte kampe og en 10-0-sejr over Fiji, hvoraf Petersen scorede fem mål. I kvartfinalen blev det til 4-0 over Portugal og i semifinalen 2-0 over Nigeria (med et mål af Petersen). I finalen mødte tyskerne hjemmeholdet fra Brasilien, og her måtte man ud i straffesparkskonkurrencen for at få afgjort kampen. Brasilien vandt denne med 5-4 og fik dermed guld, mens Tyskland fik sølv, og Nigeria vandt kampen om bronze.
Han har fået to kampe på det tyske A-landshold i 2018.